# Francisco López Mena
Francisco Xavier López Mena (Mérida, Yucatán; 15 de agosto de 1953) es un abogado y político mexicano, miembro del Partido Acción Nacional y diputado federal de 2003 a 2006. Desde 1981 es titular de la Notaria Pública Número 7 del Estado de Quintana Roo.
Se desempeñó como secretario de Gobierno del Estado de Quintana Roo en el gabinete de Carlos Joaquín González, empezando el 25 de septiembre de 2016 y posteriormente renunciando al cargo, renuncia la cual fue aceptada el 3 de julio.
El 16 de agosto de 2019 tomo protesta como rector de la Universidad de Quintana Roo para el periodo 2019-2023.

## Trayectoria
Francisco López Mena es abogado egresado de la Universidad Iberoamericana y tiene estudios de posgrado en el extranjero, se desempeñó como Notario público y en diversas actividades empresariales en Cancún, Quintana Roo, en 1999 fue postulado candidato externo del PAN a Gobernador del estado, resultando derrotado pero logrando elevar la votación del partido en el estado, en el que prácticamente no tenía presencia alguna. Posteriormente se afilió al PAN y fue elegido Diputado Plurinominal a la LIX Legislatura y en 2006 fue candidato a Senador por Quintana Roo, no logrando obtener el triunfo.
- 1981. Notario público N.º 7 en Quintana Roo.
- 1986-1992. Consejero de los bancos Internacional y Comermex.
- 1989-1994. Consejero regional de Bancomer.
- 1990-1994. Presidente del consejo de Autocar Cancún S.A. de C.V.
- 1992-1993. Consejero regional de Banamex e Inverlat.
- 1992-1994. Presidente del consejo de la agencia de viajes Excell S.A.
- 1993-1996. Presidente del consejo local del Banco Mexicano.
- 2001-2001. Recibió la condecoración de la Orden del León de Finlandia en grado de caballero de primera clase, por parte del gobierno de la República de Finlandia.

El 7 de diciembre de 2006 el presidente Felipe Calderón Hinojosa lo nombró como titular del Consejo de Promoción Turística de México, cargo al que renunció en octubre de 2007 para unirse a la campaña de Germán Martínez Cázares a la Presidencia Nacional del PAN.